# 森林ネネツ語
森林ネネツ語（しんりんネネツご、Forest Nenets language）は、ロシア北部の アガン川、プル川、リアミン川 、ナディム川流域において、ネネツ人によって話される、ウラル語族サモエード諸語に属す言語である。ツンドラネネツ語に最も近縁であり、両言語は単一言語ネネツ語の方言とされることもあるが、両者間の相互理解可能性は低い。次に近縁なのはガナサン語、次いでエネツ語、セリクプ語である。

## 音韻論

### 母音
強勢音節では、森林ネネツ語の母音音素は以下となる。
|    | 前  | 前 | 後  | 後 |
| 短 | 長  | 短 | 長  |    |
| -- | --- | -- | --- | -- |
| 高 | i   | iː | u   | uː |
| 中 | (e) | eː | (o) | oː |
| 低 | æ   | æː | ɑ   | ɑː |

非強勢音節では長さの弁別はなく、5つの母音 /æ ɑ ə i u/だけが質的に弁別される。語強勢は語根のある場所に固定はされない。よって強勢中央母音と非強勢高母音の交換がおこる。単音節語では短母音のみが用いられるが、全体的に見れば、長母音は短母音よりもやや用いられやすい。短中央母音/e o/は特に用いられることが少なく、いくつかの単音節語で用いられるのみで、対応する高母音/i u/と融合する。短高母音 /i u/は/ə/の寸前の/e o/まで低まるため、さらに複雑になる。このため、Salminen (2007)は長母音が基本であり、短母音は特殊現象であるとしている。
/æː/とそれに対応する非強勢母音は、非口蓋音節でのみ用いられ、[ae] または [aɛ]の複母音と見なされうる。短母音/æ/は普通は[aj] ( айと表記される。ただしこの表記は/ɑj/と連続するものも表す)であるが、 他の短母音と同じように対応する長母音と入れ替わる。
いくつかの西部の方言では、/æ/を欠き、/e/に置き換わっている。

### 子音
森林ネネツ語は24の子音音素システムを持つ。
|        | 両唇音 | 両唇音 | 歯茎音 | 歯茎音 | 歯茎音 | 歯茎音 | 軟口蓋音 | 軟口蓋音 | 声門音 |
| 中線音 | 中線音 | 両唇音 | 側面音 | 側面音 |        |        | 軟口蓋音 | 軟口蓋音 | 声門音 |
|        | 口蓋化 |        | 口蓋化 |        | 口蓋化 |        | 口蓋化   |          | 声門音 |
| ------ | ------ | ------ | ------ | ------ | ------ | ------ | -------- | -------- | ------ |
| 鼻音   | m      | mʲ     | n      | nʲ     |        |        | ŋ        | ŋʲ       |        |
| 破裂音 | p      | pʲ     | t      | tʲ     |        |        | k        | kʲ       | ʔ      |
| 摩擦音 |        |        | s      | sʲ     | ɬ      | ɬʲ     | x        | xʲ       |        |
| 接近音 | w      | wʲ     |        |        | l      | lʲ     |          | j        |        |

清濁は弁別しないが、ほとんどの子音は口蓋化音を弁別する。
rの音である/r/は最近の借用語のみに現れる。かつての /r/, /rʲ/ は、最近、側面摩擦音/ɬ/, /ɬʲ/に移行した。
口蓋化した歯茎音/tʲ/, /sʲ/ は、典型的には歯茎硬口蓋音[tɕ], [ɕ]と理解される。

## 正字法
ネネツ語は、キリル文字にӇ, ʼ, ˮを加えた文字体系で書かれる。
| А а а  | Б б бе | В в ве | Г г ге | Д д де | Е е е  | Ё ё ё  | Ж ж же |
| З з зе | И и и  | Й й й  | й й    | К к ка | Л л ел | М м ем | Н н ен |
| Ӈ ӈ еӈ | О о о  | П п пе | Р р ер | С с ес | Т т те | У у у  | Ф ф еф |
| Х х ха | Ц ц це | Ч ч че | Ш ш ша | Щ щ ща | Ъ ъ ъ  | Ы ы ы  |        |
| Ь ь ь  | Э э э  | Ю ю ю  | Я я я  | ʼ      | ˮ      |        |        |